# Dudley Arthur Franklin
Dudley Arthur Franklin (n. 1936) es un botánico neozelandés.
Trabajó hasta su retiro en 1996 en el Forest Research Institute de Nueva Zelanda.

## Algunas publicaciones
- 1978 Beech Regeneration in Cutover Forest, Reefton District. Indigenous silviculture report 16. Editor Production Forestry Division, Forest Res. Inst. 38 pp.

- 1977 Silviculture of the West Coast Indigenous Forests. 25 pp.

- 1974 Beech (Nothofagus) Silviculture in the South Island. New Zealand Forest Service reprint 805. Editor New Zealand Forest Service, 20 pp.

- 1971 The enrichment with eucalypts of logged podocarp beech forest on the west coast (Indigenous silviculture report). Forestry Res. Inst. 44 pp.

- 1971. Studies in Terrace Rimu Forest, South Westland. Indigenous silviculture report 6. Editor Production Forestry Branch, Forest Res. Inst. 40 pp.

- 1969  Growth rings in Rimu from South Westland terrace forest. N.Z.JI Bot.7: 177-88

- 1969. The Effects of Fertilisers on Eucalypts Planted on Podocarp/hard Beech Sites. Indigenous silviculture report 1. Editor Production Forestry Branch [Forest Res. Inst. 20 pp.

- 1967 The synecology of the Tararua indigenous forests. New Zealand Forest Service. Technical paper Nº 53. 39 pp.

- 1964 Gaultheria hybrids at Pureora. N.Z. J. Bot. 2 : 367-79

- La abreviatura «D.A.Franklin» se emplea para indicar a Dudley Arthur Franklin como autoridad en la descripción y clasificación científica de los vegetales.[1]